# Ricardo Lingan Baccay

Erzbischofswappen

Ricardo Lingan Baccay (* 3. April 1961 in Tuguegarao City, Philippinen) ist ein philippinischer Geistlicher und römisch-katholischer Erzbischof von Tuguegarao.

## Leben
Ricardo Lingan Baccay studierte Philosophie und Theologie an der Universität des heiligen Thomas von Aquin in Manila. Später erwarb er in Aparri einen Master of Arts und wurde an der Universität der Stadt Manila im Fach Bildungsmanagement promoviert. Er empfing am 10. April 1987 durch den Erzbischof von Tuguegarao, Diosdado Aenlle Talamayan, das Sakrament der Priesterweihe.
Nach seiner Priesterweihe war er bis 1993 persönlicher Sekretär des Erzbischofs und anschließend Pfarrer in zwei Gemeinden des Erzbistums Tuguegarao. Im Jahr 2005 wurde er Leiter des Knabenseminars des Erzbistums.
Am 23. Februar 2007 ernannte ihn Papst Benedikt XVI. zum Titularbischof von Gabala und zum Weihbischof in Tuguegarao. Der Apostolische Nuntius auf den Philippinen, Erzbischof Fernando Filoni, spendete ihm am 10. April desselben Jahres die Bischofsweihe; Mitkonsekratoren waren der emeritierte Erzbischof von Tuguegarao, Diosdado Aenlle Talamayan, und der Erzbischof von Tuguegarao, Sergio Lasam Utleg.
Papst Franziskus ernannte ihn am 20. Februar 2016 zum Bischof von Alaminos. Die Amtseinführung fand am 4. Mai desselben Jahres statt.
Am 18. Oktober 2019 ernannte ihn Papst Franziskus zum Erzbischof von Tuguegarao. Die Amtseinführung fand am 14. Januar des folgenden Jahres statt.